# 渡部友次郎
渡部 友次郎（わたなべ ゆうじろう、1880年（明治13年）3月31日 - 1945年（昭和20年）4月29日）は、大日本帝国陸軍軍人。最終階級は陸軍少将。

## 経歴・人物
島根県出身。1901年（明治34年）陸軍士官学校第13期卒業。
1922年（大正11年）8月に陸軍技術本部附兼陸軍築城部本部部員、1925年（大正14年）8月に陸軍砲兵大佐、1930年（昭和5年）8月に陸軍少将・陸軍技術本部第1部長を経て、1932年（昭和7年）8月8日に待命、同月30日に予備役に編入した。
退役後は、三菱重工業東京機器製作所所長などを務めた。

## 栄典
勲章
- 1940年（昭和15年）8月15日 - 紀元二千六百年祝典記念章[4]